# Bombus affinis
Bombus affinis (saknar svenskt namn) är en insekt i överfamiljen bin (Apoidea) och släktet humlor (Bombus) som lever i USA och Kanada. 

## Beskrivning
Drottningen är 21 till 22 mm lång och har normalt ett helt svart huvud, en mellankropp som är helt gul med ibland undantag för ett variabelt, svart fält mellan vingarna, som kan sträcka sig mot kanterna och då vara utblandat med ljusa hår i de yttre delarna. Bakkroppens två första segment (tergiter) är gula, det andra kan ha en rödaktig inblandning, och resten svart. Arbetarna är 11 till 16 mm långa och liknar drottningen med undantag för att det svarta området på mellankroppen alltid finns och vanligtvis är större, och att det andra och ibland tredje bakkroppssegmentet oftast är rödbrunaktigt. Hanarna har en längd mellan 13 och drygt 17 mm. Dessa liknar drottningen, men Det svarta området på mellankroppen kan ibland vara begränsat till mitten, precis som hos vissa drottningar.

## Ekologi
Humlan besöker ett stort antal vilda blommor, som solrosor, astrar, gullrissläktet, tryar, plommonsläktet och hästkastanjer och besöker även flera nyttoväxter, som plommon, äpple, blålusern, lök och blåbärssläktet (speciellt tranbär). 
Drottningen är aktiv från april till oktober, arbetarna från juni till oktober, och hanarna från juli till oktober. Arten är korttungad, något som gör att den, likt den europeiska tjuvhumlan, ibland biter hål på långpipiga blommor för att komma åt nektarn. Arten har påträffats i många olika habitat, som gräsmark, våtmarker, jordbruksbygd samt bebyggda områden som parker och trädgårdar.
Boet är underjordiskt, och parasiteras ibland av snylthumlan Bombus ashtoni.

## Utbredning
Bombus affinis var tidigare vitt utbredd från Québec i Kanada och i norra och östra USA från Maine västerut till Minnesota med North Dakota som västgräns, och söderöver längs östkusten till Georgia. Efter 1997 har den emellertid minskat drastiskt, och har endast setts i Illinois och ett enstaka tillfälle i Wisconsin. Man misstänker att den kan ha smittats med den mikroskopiska svampen Nosema bombi från kommersiellt importerade humlor. Arten är rödlistad som akut hotad ("CR") av IUCN.